# Antonio de Escobar

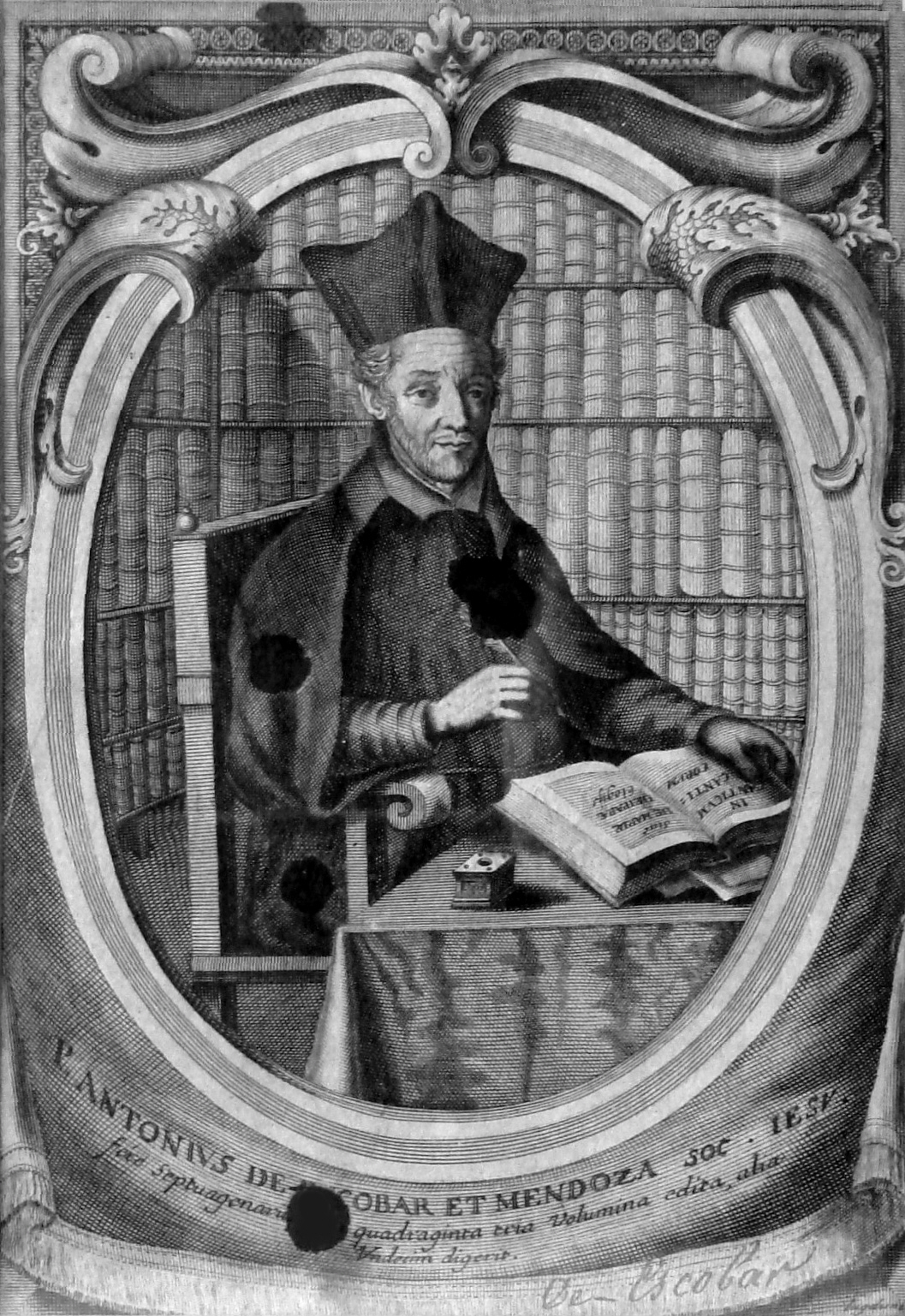
Antonio Escobar y Mendoza

Monsenhor Antonio de Escobar e Mendoza (Valladolid, 1589 — 4 de julho de 1669) era um padre jesuíta, escritor e moralista. Membro de uma família proeminente, ele manteve uma controvérsia doutrinária com jansenistas rigorosos, especialmente Blaise Pascal. Ele foi educado com os jesuítas e com a idade de quinze anos entrou na Companhia de Jesus.

## Obras
- Summula casuum conscientiae (1627)
- Examen de confesores y práctica de penintentes (1630)
- Liber theologiae moralis (1644)
- Universae theologiae moralis problemata (1652-1666)

## Relações familiares
- Alfonso de Aragão e Escobar (1417-1485)
- Pêro de Escobar
- Casa de Mendoza